# Marià Obiols i Tramullas
Pour les articles homonymes, voir Obiols.
Marià Obiols i Tramullas (Barcelone, 26 septembre 1809 - Barcelone, 11 décembre 1888) est un compositeur d'opéras et le premier directeur du Conservatori superior de música del Liceu de 1847 jusqu'à sa mort.

## Biographie
Après avoir étudié le solfège et le violon avec Joan Vilanova et l'harmonie avec Arbós i Saldoni, il est parti en Italie en 1831 où il a eu comme professeur Saverio Mercadante, grâce à qui il a pu créer en 1837 son premier opéra à la Scala de Milan Odio ed amore. C'est la seule œuvre lyrique écrite par un Catalan créée dans la capitale lombarde. Plus tard, l'ouvrage a été représenté à Turin, Novare, Brescia et d'autres villes. 
De retour à Barcelone, il a été nommé directeur du Conservatori superior de música del Liceu, et ensuite directeur général de la musique du Grand théâtre du Liceu, quand le 4 avril 1847, cette scène a été inaugurée. À cette occasion il a écrit la cantate Il Reggio Imene, qui faisait allusion à la noce d'Isabelle II, sur un texte de Joan Cortada i Sala. Par la suite, il a créé le 28 janvier 1874 Editta di Belcourt, opéra en quatre actes, sur un livret de Francesc Forns de Casamajor, qui a obtenu un brillant succès. Son troisième opéra a été Laura Debellan. Il a aussi écrit divers arrangements d'opéras représentés au Liceu.
Il a aussi composé de la musique religieuse et de la musique de chambre.